# Sariwon
Město Sariwon (korejsky 사리원시 – Sariwŏn-si) je hlavní město severokorejské provincie Severní Hwanghe. Leží na západě provincie na železniční trati Pchjongjang – Kesong zhruba 57 kilometrů jižně od hlavního severokorejského města Pchjongjangu. Má zhruba 150 tisíc obyvatel.
Za Korejské války byl Sariwon značně poničen americkým bombardováním.